# Koen Van Rooy
Pour les articles homonymes, voir Van Rooy.
Koen Van Rooy (né le 16 février 1963 à Turnhout,) est un coureur cycliste belge, actif dans les années 1980 et 1900.

## Biographie
En 1981, Koen Van Rooy termine du championnat de Belgique sur route dans la catégorie des juniors. Il évolue ensuite au niveau professionnel entre 1986 et 1991 au sein de diverses équipes belges. Durant cette période, il se distingue principalement dans des kermesses en décrochant deux victoires et quelques places d'honneur. Il remporte notamment une édition de la Nokere Koerse.

## Palmarès
- 1981
  - 3e du championnat de Belgique sur route juniors
- 1985
  - 2e de la Coupe Egide Schoeters
- 1986
  - 2e du Circuit de la vallée de la Lys
- 1989
  - 2e du Grand Prix de la ville de Vilvorde
  - 2e du Tour de Bavière
- 1991
  - Nokere Koerse